# 长虹乡
长虹乡，是中华人民共和国浙江省衢州市开化县下辖的一个乡镇级行政单位。

## 行政区划
长虹乡下辖以下地区：
北源村、芳村、田坑村、桃源村、虹桥村、星河村、十里川村、霞川村、真子坑村和库坑村。